# Morsano al Tagliamento
Morsano al Tagliamento (friülà Morsan des Ocjis) és un municipi italià, dins de la província de Pordenone. L'any 2007 tenia 2.859 habitants. Limita amb els municipis de Camino al Tagliamento (UD), Cordovado, Fossalta di Portogruaro (VE), San Michele al Tagliamento (VE), San Vito al Tagliamento, Sesto al Reghena, Teglio Veneto (VE) i Varmo (UD)

## Administració
| Període | Identitat     | Partit        |
| ------- | ------------- | ------------- |
| 2004-   | Roberta Zanet | Llista cívica |